# Oldřichovice
Oldřichovice (deutsch Ondrzechowitz, 1939–1945 Ullrichsfeld) ist eine Gemeinde in Tschechien. Sie liegt neun Kilometer südwestlich von Zlín und gehört zum Okres Zlín.

## Geographie
Oldřichovice befindet sich am westlichen Fuße des Wisowitzer Berglandes in der Quellmulde des Baches Oldřichovický potok. Im Nordosten erhebt sich der Na Horách (326 m).
Nachbarorte sind Malenovice und Karlov im Nordosten, Březnice, Salaš und Karlovice im Osten, Šarovy im Südosten, Újezdy, Komárov und Leopoldov im Süden, Pohořelice im Südwesten sowie Otrokovice und Kvítkovice im Nordwesten.

## Geschichte
Einer Legende nach soll das Dorf als Ansiedlung von Köhlern in den sich damals noch bis an die March erstreckenden Wäldern des Wisowitzer Berglandes entstanden sein. Die erste urkundliche Nachricht über das zur Herrschaft Malenovice gehörige Dorf Odrzichowicze erfolgte am 3. April 1337, als die Brüder Oneš wegen schwerer Verbrechen zum Tode verurteilt und ihre Güter an den Landesherrn fielen. Markgraf Karl überließ Odrzichowicze daraufhin seinem Gefolgsmann Kolína. Als 1350 Herbort von Podhradí die Herrschaft Podhradí seinem Sohn Zdislav übertrug, gehörte auch Odrzichowicze zu deren Gütern. Sitz der Herrschaft war die Feste Podhradí. Ihm folgte Konrad von Dobrotice, der die Feste Podhradí mit den zugehörigen Dörfern Podhradí, Svojšice, Pěnkov, Pohořelice und Odrzichowicze 1368 an Radslav von Měnín verkaufte. Als dieser 1371 die Güter an den Vladiken Mikuláš von Malenovice übertrug, wurde das Dorf als Oldrzichowiz bezeichnet. Dessen Sohn Mikšík von Malenovice erweiterte 1381 den Besitz und kaufte das Dorf Komárov hinzu. 1417 erbte Smil von Malenovice, einer der vier Söhne Mikšíks, Podhradí. Smil verstarb wenig später und sein Besitz fiel seinem Bruder Markvart von Malenovice auf Prakšice zu. 1437 überließ Markvart die Herrschaft Podhradí mit der Kirche in Podhradí sowie den Dörfern Podhradí, Pohořelice, Oldřichovice, Pěnkov und Komárov sowie dem während der Hussitenkriege erloschenen Dorf Svojšice an Jindřich House von Krumsín. Dieser erweiterte den Besitz um das Dorf Dalenovice, dessentwegen er 1447 einen Rechtsstreit mit Bernart von Cimburg führte. Nachdem Jindřich House vor 1455 kinderlos verstorben war, brach ein bis 1460 andauernder Streit um sein Erbe aus. Nach der Beilegung des Erbstreites wurde 1464 Jan House in der Landtafel als Besitzer von Podhradí mit dem Dorf, Hof und der Kirche in Podhradí, dem Dorf und dem Hof Komárov sowie den Dörfern Pěnkov, Oldřichovice und Pohořelice eingetragen. Die Machtkämpfe zwischen Matthias Corvinus und Georg von Podiebrad um die böhmische Krone führten nach 1468 zu einer Verödung der Herrschaft. Im Jahre 1482 wurden die Feste und das Städtchen Podhradí sowie die Dörfer Pěnkov, Svojšice, Dalenky, Sedlišťky und Komárov als wüst bezeichnet. 1480 setzten Jan House und sein Sohn Mikuláš gemeinschaftlich ihren Verwandten Jiřík von Kateřinice als Erben der Herrschaft ein. Mikuláš House verstarb wenig später, und nach dem Tode seines Vaters Jan wurde Jiřík von Kateřinice 1488 in der Landtafel als Besitzer eingetragen. Dessen Söhne Bernart, Bohuš und Václav verkauften die Dörfer Pohořelice, Oldřichovice und Komárov 1501 an die Brüder Jan, Smil, Zikmund, Vilém und Jindřichov von Kunstadt.
Diese veräußerten das Gut 1508 an Jan Onšík von Bélkovice, der auch das Gut Bílovice besaß. Onšík, der seit 1501 als Verwalter der Herrschaft Světlov in Diensten der Herren von Landstein stand, erwarb später noch das Gut Kaňovice. Im Landesteuerregister von 1516 sind für Pohořelice, Oldřichovice und Komárov 44 untertänige Wirtschaften ausgewiesen, hinzu kamen noch 28 in Bílovice und acht in Kaňovice. Onšík machte Pohořelice als das größte seiner drei Güter vor 1510 zu seinem ständigen Sitz und nannte sich ab 1512 von Bělkovice und Pohořelice. Zwischen 1510 und 1511 entwickelte sich aus Streitigkeiten zwischen Jans Sohn Jiřík und Burian von Vlčnov eine Fehde, bei der sich beide Seiten den Krieg erklärten. Diese Fehde endete für Jiřík Onšík tödlich. Sein Vater Jan verstarb zwischen 1521 und 1522. Das Erbe fiel gemeinschaftlich an seine Söhne Anýz, Petr und Dalibor, die es wenig später teilten. Pohořelice fiel dabei 1524 dem mittleren Sohn Petr zu, dabei wurde die Feste Pohořelice auch erstmals urkundlich genannt. Dieser zog im Jahr darauf in den Kampf gegen die Türken und setzte in Buda seinen Bruder Dalibor testamentarisch zum Erben ein. Um 1538 erwarb Dalibor Onšík von Bělkovice noch Březolupy als Pfandbesitz hinzu. 1575 übernahmen nach dem Tode von Dalibors Tochter Ursula deren Schwestern Elisabeth und Barbara das Gut und teilten es 1576. Barbara erhielt Pohořelice und Elisabeth machte die Feste Pěnkov zu ihrem Sitz. Dabei wurden Oldřichovice und Komárov nach Pěnkov untertänig.
Nach Elisabeths Tod fiel deren Anteil 1579 Barbara zu. Sie verkaufte noch im selben Jahre die Pěnkover Hälfte der Herrschaft an Jakub d. Ä. Vojsko von Bogdunčovice sowie Pohořelice an Jakub d. J. Vojsko von Bogdunčovice. 1629 erwarb Friedrich Kolkreiter den Hof Pěnkov mit allem Zubehör. Er kaufte 1633 noch Pohořelice hinzu und vereinigte beide Güter wieder. Nach 1639 gehörte Pohořelice seiner Witwe Anna Eliška und deren zweiten Ehemann Benedikt Palašti von Kesejov. Appolonia Kolkreiter, die 1648 den Besitz ihrer Mutter erbte, hatte wenig Interesse an dem verschuldeten Gut und verkaufte es 1650 an Gabriel Serényi. Dieser veräußerte es an seinen Schwiegersohn František Horecký auf Březolupy weiter. Dessen Kinder verkauften 1668 die Güter Pohořelice und Březolupy sowie die Hälfte von Zborovice an Attilio Offredi. Dieser ließ den Hof Pěnkov neu errichten und in Pěnkov und Pohořelice Schäfereien anlegen. Offredis drei Söhne veräußerten den mährischen Besitz, Ondrzichowicze wurde zusammen mit Pohořelice 1673 an ihre Mutter Johanna Barbara Offredi verkauft. Da die alte Feste nicht mehr bewohnbar war, ließ sie in Pohořelice einen neuen Herrensitz errichten. 1689 verkaufte Johanna Barbara das Gut Pohořelice ihrem erstehelichen Sohn Franz Leopold Forgács. 1694 erbte er von seinem Bruder Georg Friedrich das Gut Březolupy und übersiedelte auf das dortige Schloss. 1698 verkaufte Franz Leopold Forgács das Gut Pohořelice mit allem Zubehör an Franz Karl von Liechtenstein-Kastelkorn, der es an seine Herrschaft Malenovice anschloss.
Bei der Teilung der Herrschaft Malenovice fiel das Gut Pohořelice mit den Dörfern Pohořelice, Ondrzichowicze und Komárov 1724 dem Bischof Jakob Ernst von Liechtenstein-Kastelkorn zu und wurde wieder eigenständig. Nach dem Tode seines Bruders Maximilian Rudolf erbte 1739 Jakob Ernst Malenovice und vereinigte das Gut wieder mit der Herrschaft Malenovice. Als Hauptsitz der Herrschaft diente die Burg Malenovice, das Schlösschen Pohořelice diente sowohl dem Bischof als auch seinem Erben Karl Otto Graf von Salm und Neuburg als gelegentlicher Wohnsitz. 1766 erbte Karl Vincenz von Salm und Neuburg die Herrschaft, starb jedoch 1784 ohne männliche Nachkommen; das Erbe fiel seiner Tochter Ernestine zu, die den Besitz ab 1795 mit ihrem Ehemann Johann von Lamberg gemeinschaftlich innehatte. Bei der Erbteilung von 1797 fiel die Herrschaft Malenovice mit Pohořelice und Ondrzichowicze ihrer jüngsten Tochter Antonia, verheiratete Czernin von Chudenitz, zu. Sie verkaufte die Herrschaft 1804 an Leopold von Sternberg. Zwischen 1822 und 1823 wurde in Ondrzechowitze eine Schule errichtet. Bis zur Mitte des 19. Jahrhunderts blieb Ondrzechowitze immer nach Malenovice untertänig.
Nach der Aufhebung der Patrimonialherrschaften bildete Ondrzechowitze ab 1850 eine Gemeinde in der Bezirkshauptmannschaft Uherské Hradiště. 1889 entstand ein neues Schulhaus. Ab 1909 wurde die Gemeinde als Ondřichovice bezeichnet. Der heutige Ortsname Oldřichovice wurde 1925 eingeführt. Während der deutschen Besetzung erhielt der Ort den Namen Ullrichsfeld. In den letzten Tagen des Zweiten Weltkrieges lag Oldřichovice an der Front. Bei den Kämpfen brannte die Windmühle Větřák und einige Häuser des Ortes nieder; der Wald zwischen Oldřichovice und Malenovice war vermint. Ab 1950 gehörte die Gemeinde zum Okres Gottwaldov-okolí und ab 1960 wieder zum Okres Gottwaldov, der nach der politischen Wende seit 1990 wieder den Namen Okres Zlín trägt. Die Schule wurde 1978 geschlossen. Im Jahre 1980 wurde Oldřichovice nach Napajedla eingemeindet. Seit 1990 bildet Oldřichovice wieder eine eigene Gemeinde. Kulturell und ethnographisch gehört das Dorf zur Mährischen Slowakei und liegt am Übergang zur Mährischen Walachei und Hanna.

## Ortsgliederung
Für die Gemeinde Oldřichovice sind keine Ortsteile ausgewiesen. Zu Oldřichovice gehört die Ortslage Újezdy.

## Sehenswürdigkeiten

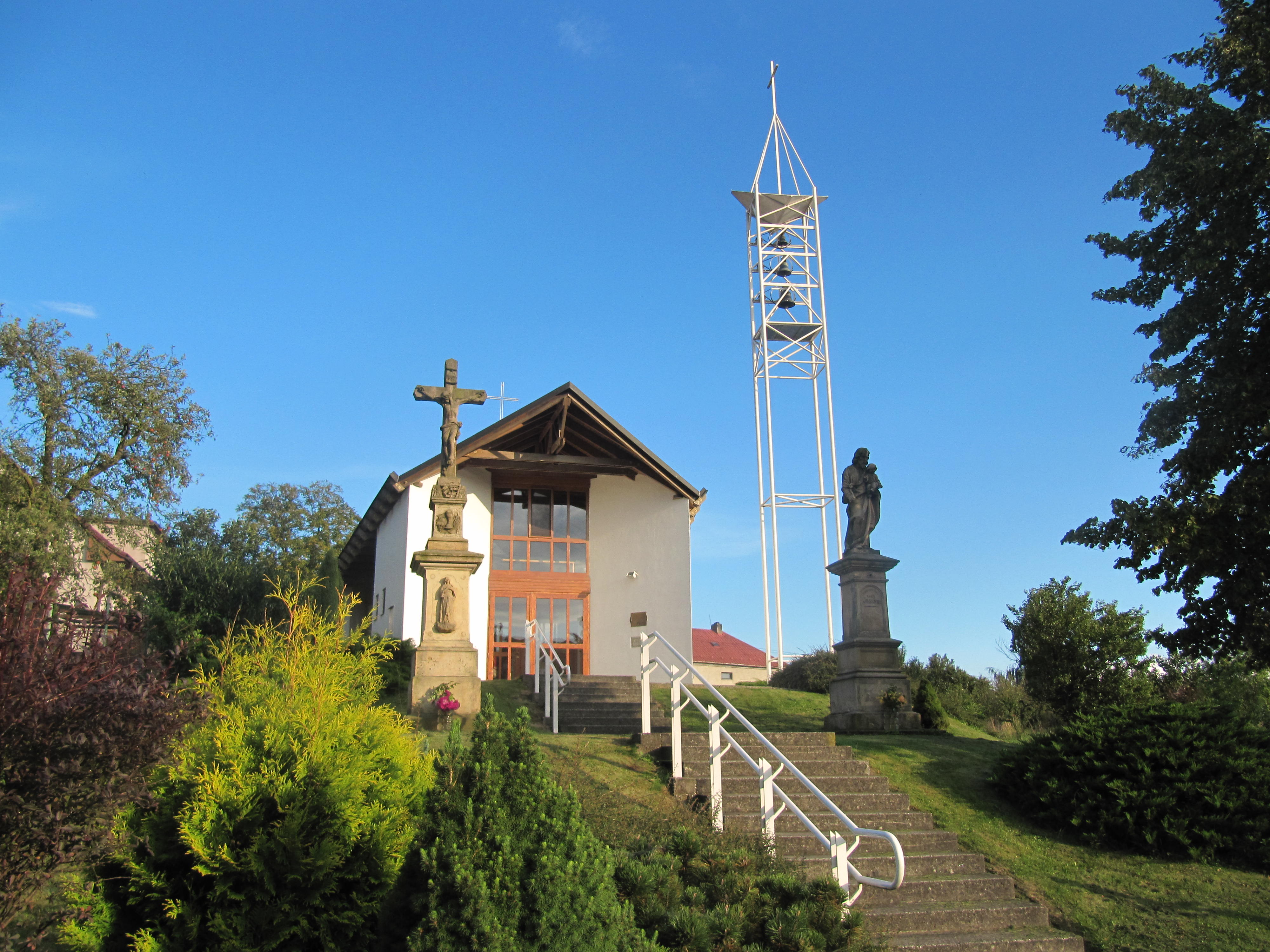
Kirche der hl. Zdislava

- Kirche der hl. Zdislava von Lämberg, der nach Plänen des Architekten Martin Tomešek errichtete außergewöhnlich moderne Bau wurde 1997 durch Bischof Josef Hrdlička geweiht. Der freistehende offene Glockenturm trägt die beiden alten Glocken von 1718 und 1943.
- Gedenkstein für T.G. Masaryk
- Wallfahrtskapelle Svatá voda an der gleichnamigen Quelle, im Wald nordöstlich des Dorfes
- ehemaliger Herrenhof Leopoldov, errichtet auf den Fluren des wüsten Städtchens Podhradí
- Reste der Feste Podhradí, südlich des Dorfes, sie erlosch im 15. Jahrhundert
- Gedenkstein Smrt tří žen am Wegekreuz zwischen Svatá voda und Karlovice, er erinnert an den Tod dreier Frauen aus Karlovice durch eine Tretmine im Jahre 1945